# Галисийский центр современного искусства
Галисийский центр современного искусства (исп. Centro Gallego de Arte Contemporáneo, сокр. CGAC) — художественный центр (музей) в Сантьяго-де-Компостела, Галисия, направленный на развитие культуры в этом регионе Испании через выставки, представляющие различные виды и течения современного искусства.
Центр искусства юридически был создан в 1989 году указом 308/1989 в соответствии с разделом 19 статьи 27 Устава автономии Галисии. Он был спроектирован португальским архитектором Алвару Сиза и строился по 1993 год. Центр создавался после окончания диктатуры Франко на волне культурного подъёма, когда в Испании был создан ряд других музеев. Он был открыт для публики в 1993 большой ретроспективной выставкой испанской художницы Мврухи Мальо, и с 1995 года имеет устоявшуюся выставочную программу. 
Основная коллекция Галисийского центра современного искусства приобретена на средства Хунты Галисии, также некоторые работы приобретаются самим музеем и на пожертвования.
Центр расположен на окраине города Сантьяго-де-Компостела, по соседству с монастырем Санто-Доминго-де-Бонаваль — рядом находится Пантеон выдающихся галисийцев и Народный музей Галисии. Открытый в июле 1994 года Парк Санто-Доминго де Бонаваль (создан архитектором Алвару Сиза Виейрой и ландшафтным дизайнером Изабель Агирре (Isabel Aguirre) дополняет весь культурно-парковый комплекс. 
В музее имеются несколько выставочных залов на трех уровнях, аудитория, библиотека, кафетерий, а также служебные и административные помещения. С апреля 2015 года директором Галисийского центра современного искусства является Сантьяго Олмо.